# Lamine Moise Cissé
Lamine Moise Cissé (ur. 12 grudnia 1971 w Dakarze) – senegalski piłkarz grający na pozycji prawego obrońcy. W swojej karierze rozegrał 12 meczów w reprezentacji Senegalu.

## Kariera klubowa
Swoją karierę piłkarską Cissé rozpoczął w klubie ASC Diaraf. W 1992 roku zadebiutował w jego barwach w pierwszej lidze senegalskiej. W debiutanckim sezonie wywalczył z nim wicemistrzostwo Senegalu oraz zdobył Puchar Senegalu. W sezonie 1993/1994 ponownie zdobył krajowy puchar, a w sezonie 1995 sięgnął po dublet – mistrzostwo i Puchar Senegalu. W latach 1996–1997 grał w klubie US Rail, a w sezonie 1997/1998 był zawodnikiem tunezyjskiego Espérance Zarzis.
Latem 1998 Cissé wyjechał do Niemiec i został zawodnikiem klubu SV Waldhof Mannheim, grającego w Regionallidze. W sezonie 1998/1999 awansował z nim do 2. Bundesligi. W 2002 roku odszedł do LR Ahlen, w którym spędził dwa sezony. W latach 2005–2007 występował w SV 07 Elversberg, a w sezonie 2009/2010 w Würzburger Kickers.
| Sezon   | Klub                | Kraj    | Rozgrywki              | Mecze | Bramki |
| ------- | ------------------- | ------- | ---------------------- | ----- | ------ |
| 1992/93 | ASC Diaraf          | Senegal | Championnat National   | ?     | ?      |
| 1993/94 | ASC Diaraf          | Senegal | Championnat National   | ?     | ?      |
| 1995    | ASC Diaraf          | Senegal | Championnat National   | ?     | ?      |
| 1996    | US Rail             | Senegal | Championnat National   | ?     | ?      |
| 1997    | US Rail             | Senegal | Championnat National   | ?     | ?      |
| 1997/98 | Espérance Zarzis    | Tunezja | CLP-1                  | ?     | ?      |
| 1998/99 | SV Waldhof Mannheim | Niemcy  | Regionalliga Süd       | 21    | 4      |
| 1999/00 | SV Waldhof Mannheim | Niemcy  | 2. Bundesliga          | 24    | 1      |
| 2000/01 | SV Waldhof Mannheim | Niemcy  | 2. Bundesliga          | 32    | 3      |
| 2001/02 | SV Waldhof Mannheim | Niemcy  | 2. Bundesliga          | 5     | 0      |
| 2002/03 | LR Ahlen            | Niemcy  | 2. Bundesliga          | 23    | 2      |
| 2003/04 | LR Ahlen            | Niemcy  | 2. Bundesliga          | 4     | 1      |
| 2005/06 | SV 07 Elversberg    | Niemcy  | Regionalliga Süd       | 27    | 3      |
| 2006/07 | SV 07 Elversberg    | Niemcy  | Regionalliga Süd       | 11    | 1      |
| 2009/10 | Würzburger Kickers  | Niemcy  | Landesliga Bayern Nord | 4     | 0      |

## Kariera reprezentacyjna
W reprezentacji Senegalu Cissé zadebiutował 7 sierpnia 1993 w zremisowanym 0:0 meczu eliminacji do MŚ 1994 z Zambią, rozegranym w Abidżanie. W 1994 roku powołano go do kadry na Puchar Narodów Afryki 1994. Na tym turnieju rozegrał dwa mecze: grupowy z Gwineą (2:1) i ćwierćfinałowe z Zambią (0:1). Od 1993 do 2000 rozegrał w kadrze narodowej 12 meczów.